# ヨハン・ゲオルク・ホフマン1世
ヨハン・ゲオルク・ホフマン1世（Johann Georg Hoffmann I）は、オーストリア（オーストリア帝国）ウィーンの死刑執行人である。1802年から1827年まで務めた。

## 経歴
元は地方貴族出身のオーストリア軍の軍人で、歩兵大隊を指揮していた。ナポレオン戦争におけるリュネヴィルの和約で戦争が小康状態になると、多くの人間が責任を取らされて処刑されることになった。不当な処刑に怒ったホフマンは部下を率いて、ウィーン郊外に住んでいた死刑執行人のカール・シュロッテンバッハーの家を襲撃し、家族ごと惨殺した。これによって、250年以上続いた死刑執行人の家系であったシュロッテンバッハー家は絶えた。この事件によりホフマンは逮捕されたが、自分が死刑になるか死刑執行人になって他人を処刑するかの二択を迫られて、軍籍を返上して死刑執行人になった。初めて処刑した相手は、責任を取らされて絞首刑になった自身の元上官の大佐だったと伝えられている。
ホフマンの家系は孫の代まで3世代、72年にわたって死刑執行人を務めた。全員がヨハン・ゲオルク・ホフマンを名乗ったため、彼のことを1世と呼んで区別している。4代目は死刑執行人にはならず、3代目の死刑執行人助手だったカール・セリンジャーにウィーンの死刑執行人の職を譲っている。